# جرج براون (بازیکن فوتبال)
جرج براون (انگلیسی: George Brown؛ زادهٔ ۱۷ ژانویهٔ ۱۸۸۰) ورزشکار فوتبال اهل بریتانیا است.
از باشگاه‌هایی که در آن بازی کرده‌است می‌توان به باشگاه فوتبال استوک سیتی، باشگاه فوتبال آرسنال، باشگاه فوتبال کیرکلی و پاکفیلد، باشگاه فوتبال نوریچ سیتی، باشگاه فوتبال میلوال، باشگاه فوتبال گینزبورو ترینیتی، و باشگاه فوتبال شفیلد یونایتد اشاره کرد.